# パット・メセニー・グループ (アルバム)
『パット・メセニー・グループ』（Pat Metheny Group）は、1978年に発表された、パット・メセニー・グループのデビュー・アルバム。

## トラック・リスト
| 全作曲: パット・メセニー *印は、パット・メセニー／ライル・メイズ作曲。 |                                                |       |                                                                |       |
| #                                                                      | タイトル                                       | 作詞  | 作曲・編曲                                                     | 時間  |
| 1.                                                                     | 「想い出のサン・ロレンツォ - "San Lorenzo" *」 |       | パット・メセニー *印は、パット・メセニー／ ライル・メイズ 作曲 | 10:16 |
| 2.                                                                     | 「フェイズ・ダンス - "Phase Dance" *」         |       | パット・メセニー *印は、パット・メセニー／ ライル・メイズ 作曲 | 8:25  |
| 3.                                                                     | 「ジャコ - "Jaco"」                            |       | パット・メセニー *印は、パット・メセニー／ ライル・メイズ 作曲 | 5:40  |
| 4.                                                                     | 「エイプリルウィンド - "Aprilwind"」           |       | パット・メセニー *印は、パット・メセニー／ ライル・メイズ 作曲 | 2:09  |
| 5.                                                                     | 「エイプリル・ジョイ - "April Joy"」           |       | パット・メセニー *印は、パット・メセニー／ ライル・メイズ 作曲 | 8:15  |
| 6.                                                                     | 「ローン・ジャック - "Lone Jack" *」           |       | パット・メセニー *印は、パット・メセニー／ ライル・メイズ 作曲 | 6:43  |
| 合計時間:                                                              | 合計時間:                                      | 41:28 |                                                                |       |

## 参加ミュージシャン
- パット・メセニー (Pat Metheny) - ギター、12弦ギター、ベースギター
- ライル・メイズ (Lyle Mays) - ピアノ、キーボード、オートハープ、オーバーハイム、シンセサイザー
- マーク・イーガン (Mark Egan) - ベースギター
- ダニー・ゴットリーブ (Danny Gottlieb) - ドラムス

## チャート
アルバム - ビルボード
| 年   | チャート         | 順位  |
| ---- | ---------------- | ----- |
| 1978 | ジャズ・アルバム | 5位   |
| 1978 | ポップ・アルバム | 123位 |